# Rito moçárabe
Designa-se por rito moçárabe ou rito hispano-moçárabe aos rituais litúrgicos latinos originariamente criados e praticados pelos primeiros cristãos hispânicos ou ibéricos, ainda sob domínio Romano. Sofreu importantes alterações durante o período Visigótico; mais tarde os cristãos moçárabes continuaram a praticar o rito mesmo sob o domínio árabe da Península Ibérica.
Em 1080 o Concílio de Burgos determina a substituição do rito moçárabe pelo rito romano.
Afonso VI de Leão e Castela declarou oficialmente a abolição da liturgia hispânica e a substituição da mesma pela liturgia romana, no entanto, com alguma oposição por parte do povo e algum clero.
Em 1085, após a reconquista de Toledo, este manteve o rito após consenso entre o Rei Afonso VI e os paroquianos de Toledo.
Durante o governo do Cardeal Marcelo González Martín na Arquidiocese de Toledo, foi promovida a reforma do Rito moçárabe. Esta iniciativa e seu trabalho foram respaldados com a celebração de uma Missa em Rito Hispânico Moçárabe presidida pelo Papa João Paulo II na Basílica de São Pedro, em 29 de maio de 1992.
Ainda hoje é celebrado o rito moçárabe na Catedral de Toledo, e pela Igreja Espanhola Reformada Episcopal (anglicana). A Catedral de Toledo apresenta, em alguns pontos, elementos arquitectónicos moçárabes.
Em Portugal o rito moçárabe celebra-se apenas na Arquidiocese de Évora.
.